# GINS
GINS — белковый комплекс необходимый для репликации ДНК в клетках эукариот. Комплекс участвует в инициации и элонгации репликации. Во время фазы G1 клеточного цикла происходит загрузка белков Mcm2-7 на место ориджина. Белки Mcm2-7 образуют гексамерную хеликазу, которая в таком стоянии не активна. На один ориджин загружается сразу два гексамера Mcm2-7. Затем к ним присоединяются дополнительный белок Мсм10. В S фазе MCM-белки соединяются с Cdc45 и комплексом GINS, в результате чего происходит активация хеликазы. MCM+Cdc45+GINS называется CMG-комплексом или эукариотической хеликазой CMG. Именно в такой форме эукариотическая хеликаза активна и может начать расплетать двойную спираль ДНК. Интересно отметить, что CMG-хеликаза, выделенная из работающего реплисомно8о комплекса, содержит только одно гексамерное кольцо Mcm. Это даёт основания полагать, что двойной гексамер исходно загруженный на ориджин, в ходе процесса инициации распадется на два кольца, каждое из которых становится ядром для CMG-хеликазы, в результате чего на каждом ориджине образуются две разнонаправленные вилки репликации.
Имя GINS образовано как акроним по четырём первым буквам японских чисел 5-1-2-3 (go-ichi-ni-san), что является отсылкой к четырём субъединицам комплекса: Slf5, Psf1, Psf2, и Psf3.
Схожий комплекс был обнаружен у Архей.